# Germanos III.
Germanos III. (griechisch Γερμανός Γ) war Patriarch von Konstantinopel (1266).

## Leben
Herkunft und Geburtsjahr sind unbekannt. Germanos war Mönch bei Antiochia. Später ging er nach Jerusalem, dann nach Nicäa. 1259 wurde er Erzbischof von Adrianopel.
1265/1266 wurde er Patriarch von Konstantinopel als Nachfolger des abgesetzten Arsenios. Ende 1266 wurde bereits sein Nachfolger Joseph I. ernannt.
Germanos lebte danach im Kloster Mangano in Konstantinopel. 1272 wurde er im Gefolge von Michael Lascaris bei Verhandlungen mit Vertretern aus Ungarn erwähnt. 1274 unterzeichnete der Ex-Patriarch als Mitglied der kaiserlichen Gesandtschaft beim Konzil von Lyon die Union mit Rom und dem Papst. Sein Todesjahr ist unbekannt.